# Monterrondo
Monterrondo is een geslacht van vliesvleugeligen uit de familie Eulophidae. De wetenschappelijke naam van dit geslacht is voor het eerst geldig gepubliceerd in 2003 door Hansson & LaSalle.

## Soorten
Het geslacht Monterrondo is monotypisch en omvat slechts de volgende soort:
- Monterrondo aphelosoma Hansson & LaSalle, 2003